# Saint-Christophe, Aostadalen
Saint-Christophe är en ort och kommun i regionen Aostadalen i nordvästra Italien. Kommunen hade 3 467 invånare (2017) och har italienska och franska som officiella språk.